# Komol
Komol est un village de la Région du Littoral du Cameroun, situé dans la commune de Ndom. 

## Population et développement
En 1967, la population de Komol était de 95 habitants, essentiellement des Babimbi du peuple Bassa. La population de Komol était de 34 habitants dont 16 hommes et 18 femmes, lors du recensement de 2005.  